# Charucim
Charucim (hebrejsky חָרוּצִים, doslova „Pilní“, v oficiálním přepisu do angličtiny Haruzim, přepisováno též Harutzim) je vesnice typu společná osada (jišuv kehilati) v Izraeli, v Centrálním distriktu, v Oblastní radě Chof ha-Šaron.

## Geografie
Leží v nadmořské výšce 45 metrů v hustě osídlené a zemědělsky intenzivně využívané pobřežní nížině, respektive Šaronské planině. Západně od vesnice prochází vádí Nachal Rišpon.
Obec se nachází 5 kilometrů od břehu Středozemního moře, cca 18 kilometrů severoseverovýchodně od centra Tel Avivu, cca 66 kilometrů jihojihozápadně od centra Haify a 4 kilometry severně od města Ra'anana. Společně se sousedními vesnicemi Bnej Cijon a Bacra vytváří jeden souvislý urbanistický celek obklopený v okruhu 2 kilometrů zemědělsky využívanou krajinou. Charucim obývají Židé, přičemž osídlení v tomto regionu je etnicky převážně židovské.
Charucim je na dopravní síť napojen pomocí lokální silnice číslo 5511, jež ústí severovýchodně od obce do severojižní dálnice číslo 4.

## Dějiny
Charucim byl založen v roce 1951. Původně se vesnice nazývala Gan Chana Leah Rose (גן חנה לאה רוז), podle sponzorky z USA, která při zřizování osady pomohla.
Do nedávna šlo o ryze venkovskou osadu, v poslední době se ale složení populace mění a kromě starousedlíků se sem přistěhoval i velký počet nových rezidentů. Většina občanské vybavenosti a služeb je sdílena se sousedními vesnicemi Bacra a Bnej Cijon.

## Demografie
Podle údajů z roku 2014 tvořili naprostou většinu obyvatel v Charucim Židé (včetně statistické kategorie "ostatní", která zahrnuje nearabské obyvatele židovského původu ale bez formální příslušnosti k židovskému náboženství).
Jde o menší sídlo vesnického typu s dlouhodobě rostoucí populací. K 31. prosinci 2014 zde žilo 868 lidí. Během roku 2014 populace stoupla o 3,8 %.
| Rok            | 1961 | 1972 | 1983 | 1995 | 2001 | 2003 | 2004 | 2005 | 2006 | 2007 | 2008 | 2009 | 2010 | 2011 | 2012 | 2013 | 2014 |
| -------------- | ---- | ---- | ---- | ---- | ---- | ---- | ---- | ---- | ---- | ---- | ---- | ---- | ---- | ---- | ---- | ---- | ---- |
| Počet obyvatel | 585  | 597  | 558  | 647  | 689  | 673  | 662  | 663  | 668  | 710  | 705  | 785  | 807  | 829  | 821  | 836  | 868  |